# Bickley
Bickley è un'area residenziale nel Distretto di Bromley, Inghilterra. 
È un centro urbano situato a 16,7 km a sud-est di Charing Cross. 

## Luoghi Vicini
- Bromley
- Chislehurst
- Elmstead Woods
- Petts Wood

## Stazioni più vicine
- Stazione ferroviaria di Bickley